# 噶瑪蘭文學
噶瑪蘭族文學（英語：Literature of Kebalan），泛指自過去至今已有文字明確記載的傳說、神話故事、歌謠或是其他足以呈現該族特色的文學作品。噶瑪蘭族文學大致上依照年代劃分可分為「族語口傳文學時期」、「戰前－日語記載時期」、「戰後創作時期」。

## 族語口傳文學時期

### 神話傳說與民間故事
神話在一個民族中扮演著重要的角色，除了解釋人類起源、現有的自然現象之外，也包含許多其他的功能與意義。能讓我們從中看見該民族的生活樣貌與產業型態。
由於噶瑪蘭族在過去並沒有發明自己的文字，因此過去並無相關的文字記載，只能藉由口述傳說和神話等方式將過去的故事留下來。

#### 《冬瓜美人》
據說過去有一位噶瑪蘭族農人發現了冬瓜的種子，並將其埋置土中，等到成熟要把它切開來吃的時，卻聽見從冬瓜裡傳出「不能切」的聲音，使農人甚感驚訝，只好將冬瓜放在家中。不久後，熟透裂開的冬瓜蹦出了一個女孩，農人變開心地將這個女孩取名為冬瓜美人。
冬瓜美人長地非常美麗，讓許多村內的族人為之嚮往。每當她去附近打水時，總會有許多人向她要水，只為了見冬瓜美人一面，導致冬瓜美人回到家後容器裡的水都已經所剩無幾。此外，冬瓜美人也喜歡織布，但每次眾人都會圍在她身旁觀看，造成冬瓜美人十分困擾，因此農人蓋了柵欄阻擋外人，並將織布機放置在屋頂平台上，好讓冬瓜美人能夠好好織布，並叮囑她要小心安全。
沒想到某天，當冬瓜美人正專心織布的時候，織布機竟然滑落屋頂，冬瓜美人一心只想將織布機撿回來，卻因為不小心失足而滑落平台摔死了。
從這個神話傳說，可以讓我們了解過去噶瑪蘭族的年輕女子，除了負責農作和採集工作之外，也必須肩負起打水、織布的工作，且從織布這項傳統技藝中衍生出許多神聖儀式、器具與禁忌，更成為女性族人的專屬領域，為噶瑪蘭族人的織布工作蒙上一層神祕色彩。

#### 《噶瑪蘭公主》
在民間故事裡流傳著一部有關蘭陽平原與龜山島的起源故事，內容主要講述的是海龍王的女兒噶瑪蘭公主與龜將軍的相愛過程，兩位有情人卻礙於海龍王的反對而無法終成眷屬，只能被蝦兵蟹將阻擋在海洋外，從此化作蘭陽平原與龜山島隔海相望的由來。噶瑪蘭公主在廣為流傳後還被寫入樂譜成為國樂曲及傳唱歌曲「噶瑪蘭公主」，其歌詞內容部分如下：
|  | 四海龍王之中 就屬那個東海龍王的脾氣最壞 他若生氣 就會領著九級風和十一級的颱風 讓那個半暝不睏的囝仔 就驚嘛嘛哮 他有一個女兒 名叫噶瑪蘭 芳齡十八 皮膚像花枝 膚色比珊瑚還美 走起路來 頭髮就像五彩水波的胭脂... 噶瑪蘭公主 真正愛著東海龍王身旁的龜將軍 龍王發現 為著龍宮的規矩 和他千年的面子 將他疼惜黑珍珠ㄟ噶瑪蘭 趕出了龍宮 他兩人離開之後 定居在東北角 固執的龍王 派著蝦兵和蟹將 將龜山往外海移 依依難捨 龜山永遠回頭看著心愛的噶瑪蘭 |

此外，隸屬於宜蘭縣政府文化局的蘭陽舞蹈團更將噶瑪蘭公主編成一支舞碼，並遠赴新加坡表演，宣傳噶瑪蘭文化。

## 戰前－日語記載時期

### 噶瑪蘭族的起源傳說
由於甲午戰爭戰敗，清廷依據馬關條約割讓台灣予日本。殖民者一方面為了瞭解台灣地區的風俗民情，另一方面為了加強統治與管理，因此派遣許多民族學、民俗學以及人類學者，例如:伊能嘉矩、鳥居龍藏、馬淵東一等人前來台灣展開舊慣調查，並從參與觀察、實際訪談中取得原住民族的口述傳說故事。

#### 馬淵東一《南方土俗》
依據馬淵東一在台灣調查期間所整理的《南方土俗》中，可以看見書中有關噶瑪蘭族的起源傳說:
過去有一對夫婦叫做Kuzuzayan與Kunasayan，是「加禮宛」的祖先，也就是噶瑪蘭族的祖先之一。這對夫婦生了三個小孩，孩子長大後因為耕地不夠，因此三人決定打造一艘大船到其他地方開開墾，最後大哥和三哥輾轉來到了肥沃的蘭陽平原，他們在這裡落地生根，生活在噶瑪蘭地區的後代便成了噶瑪蘭族的後代，而二哥則在太魯閣這個地方駐足發展。

#### 伊能嘉矩《宜蘭方面における平埔蕃實查》
民族學家伊能嘉矩在撰寫《宜蘭方面における平埔蕃實查》中，曾於宜蘭地區做過深入的田野調查，並記錄了噶瑪蘭族抵美社總頭目振金聲的口述資料，使噶瑪蘭族的祖先傳說得以公開於世：
我祖先叫Avan（阿蚊），他從一個很遠的地方乘船出海，並在台灣北部登陸，進而抵達宜蘭，並稱這個地方為「蛤仔難」（Kavana）。
當時這裡還沒有漢人的蹤跡，但原先就已有山番住在這一帶，所以Avan一族只好住在沿海的荒地，便和當地的先住民爭奪地盤，最後獲得勝利，佔領蘭陽平原，山番因而遷往高山地區，這是數百年前的事。

## 戰後創作時期
自1980年代原住民正名運動興起後，許多原住民作家開始投入創作，主要以漢語或族語書寫，內容多為呈現該族的真實樣貌、文化特色等，其體裁有敘事書、小說、詩歌不等，當中亦有其他漢人作家書寫對該族觀察的出版物。

### 相關書籍

#### 《噶瑪蘭族－永不磨滅的尊嚴與記憶》
此書由噶瑪蘭族作家潘朝成（木枝‧籠爻Baugu Anao）先生著作而成。主要內容以族人觀點呈現，講述噶瑪蘭族作為長期受主流社會欺壓的弱勢族群，必須隱姓埋名地躲在漢人背後，凸顯了台灣原住民傳統文化逐漸消失的現象，並印證了台灣主流社會對原住民的歧視與偏見。

#### 《噶瑪蘭族香蕉絲文化情》
作者潘朝成（木枝‧籠爻Baugu Anao）先生先是在書中開頭展示噶瑪蘭族在蘭陽平原的舊社位置，解釋了噶瑪蘭族如何從宜蘭遷移到花蓮地區的歷史過程，並以花蓮縣新社部落為主要研究地，紀錄噶瑪蘭族流傳已久的香蕉絲技藝、傳統祭典與儀式，以及香蕉絲製作而成的相關產品，讓讀者透過文字認識噶瑪蘭族。。

#### 《少年噶瑪蘭》
知名作家李潼以噶瑪蘭族後裔少年潘新格作為故事主角，講述主角如何穿越近200年的時空，回到噶瑪蘭祖先的發源地，並藉由他對身分認同上的矛盾，及回到現實後對自己族群文化的改變作為對比，點出對文化認同的重要性和保存意義。

### 歌曲

#### 《懷念故鄉（kasianem）》
此曲曲調本為宜蘭地區噶瑪蘭族人的傳統民歌，後來被來到蘭陽平原傳教的馬偕博士收錄進「聖詩集」中。後來由致力推動噶瑪蘭復正運動的長老偕萬來先生，依據自己對樂理的了解，以及對噶瑪蘭古調的認識，融合阿美族的曲調和自己寫的詞，將此曲用族語重新譜曲，歌曲內容主要描述過去噶瑪蘭族人的傳統生活，其歌詞部分如下：
|  | kebaran masang niz ita giran. 咱們噶瑪蘭人從前都住在宜蘭。qaqarizaqan qnabinus na kebaran 噶瑪蘭的人逍遙又快樂。 |

另有其他30首噶瑪蘭族傳統的民謠、融合外來語的歌謠以及新創作的民歌被收錄在原住民樂曲唱片「噶瑪蘭族之歌: 花蓮縣新社 SONGS OF KAVALAN」中。

#### 《母島解體‧登基》
此曲被收錄在台灣重金屬樂團「閃靈」成團後所發行的第一張創作專輯「祖靈之流」當中，歌詞內運用了大量原住民傳說中的神祇，其中的「Kuit na Lazin」和「Saluman」便是使用了噶瑪蘭族語。「Kuit na Lazin」是噶瑪蘭族語中的「鬼（Kuit）」和「海（Lazin）」，「Saluman」則是噶瑪蘭族入山打獵前必須祭拜的山神。